# Feriştah Alanyalı
Feriştah Alanyalı, geborene Feriştah Soykal, ist eine türkische Klassische Archäologin.

## Leben
Feriştah Alanyalı studierte zunächst an der Ege Üniversitesi in Izmir (1986 Lisans) und dann an der Universität Wien (1998 Promotion). Anschließend war sie von 1999 bis 2006 Yardımcı Doçent an der Anadolu Üniversitesi in Eskişehir, wo sie 2006 Doçent und 2017 Professorin wurde.
Von 2009 bis 2019 nahm sie an den Ausgrabungen in Side teil, die von ihrem Mann Hüseyin Sabri Alanyalı geleitet wurden, seit 2019 leitet sie diese Grabungen.